# Ramon Intzagarai
Ramon Intzagarai ou Ramón Inzagarai, aussi connu sous le pseudonyme d’Elurmendi ou Donosti, né le 21 novembre 1878 et mort le 29 novembre 1947 à Saint-Sébastien, est un prêtre, bertsolari et académicien basque espagnol de langue basque et espagnole.

## Biographie
Ramon Intzagarai étudie au Séminaire de Vitoria-Gasteiz et est ordonné prêtre en 1905.
Il crée une pièce théâtrale pour enfants Kontxesi ta Petratxo en 1918. En 1920, il est nommé académicien à l'Euskaltzaindia, ou Académie de la langue basque. En 1923, il commence une première collaboration avec la Revue Internationale des Études Basques. En 1924, il édite Ipuyak, Elurmendi'k euskeratuak et en 1926, il prononce un discours lors de l'entrée à l'Académie de Bonifazio Etxegarai. 
Historia eclesiástica de San Sebastián est publié par le gouvernement provincial du Guipuscoa en 1951. Fausto Arocena Arregui dit de lui qu'en tant que poète durant les jeux floraux, il a été reconnu dans de nombreux concours littéraires. Il avait un vaste vocabulaire, provenant principalement de l'argot marin de la Jarana, et il est très difficile à lire pour tous ceux qui n'onnt pas été formés à cette spécialité.